# Biserica fortificată din Șaeș

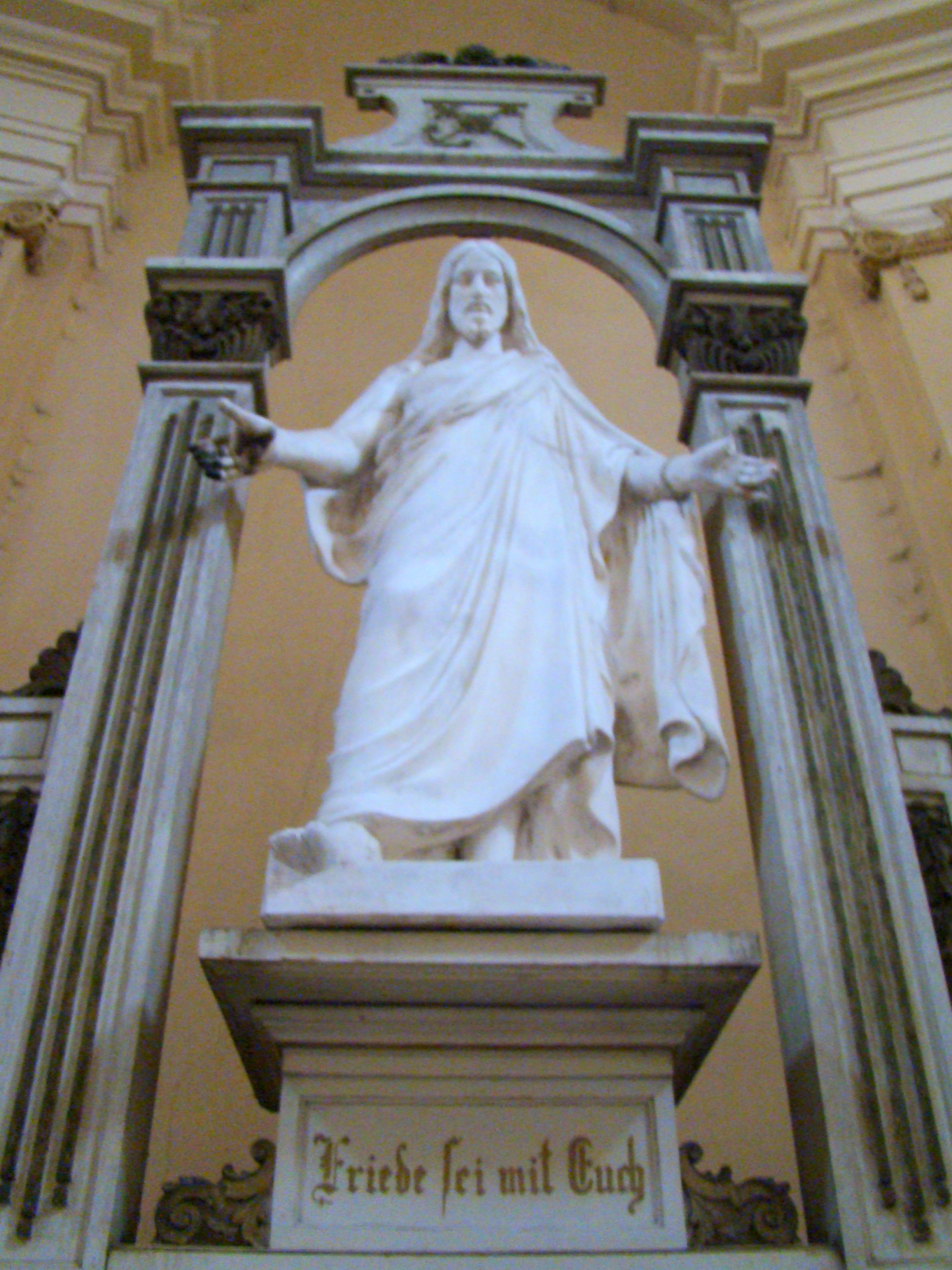
Altarul bisericii evanghelice din Șaeș

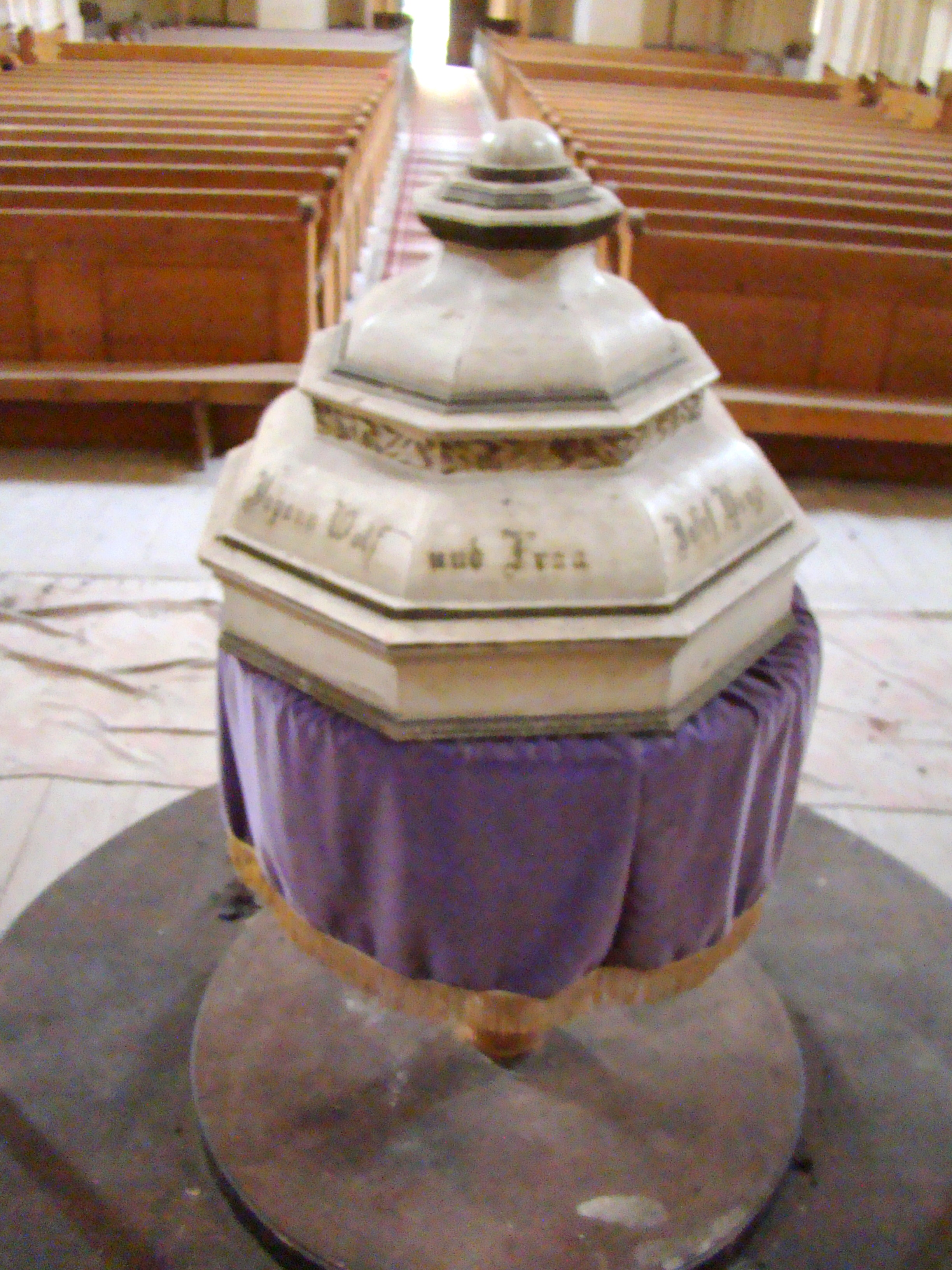
Cristelnița

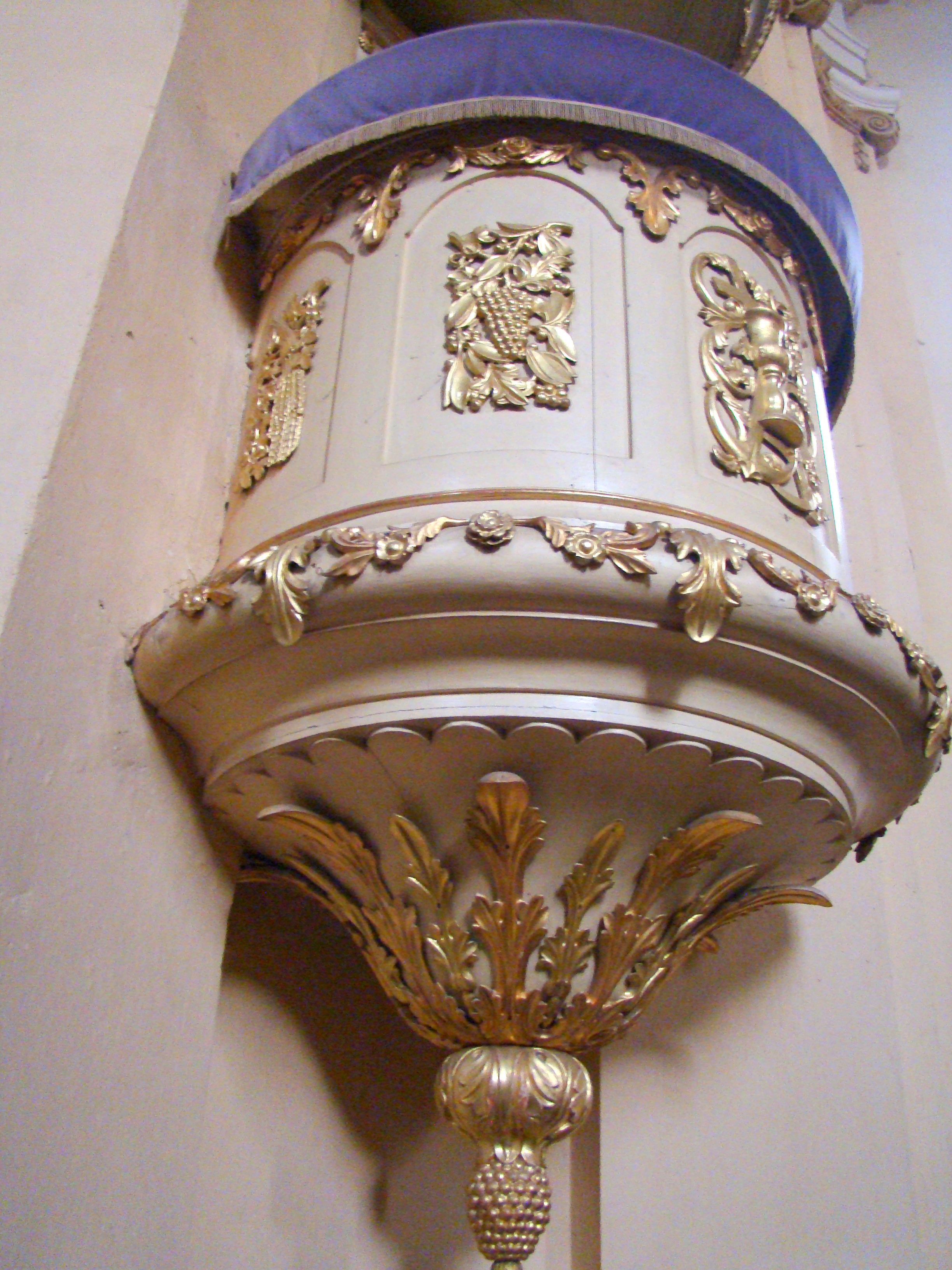
Amvonul

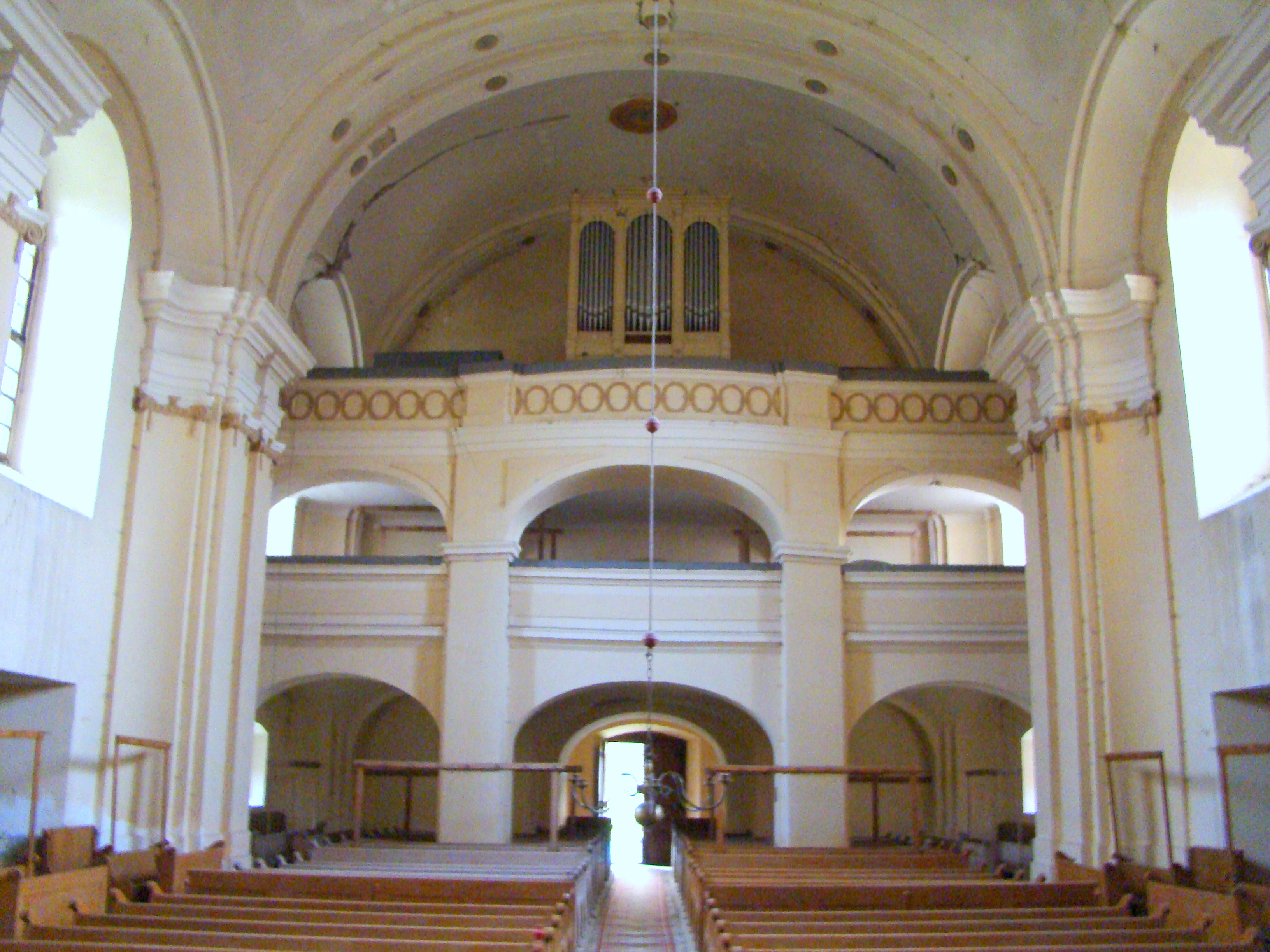
Nava spre ieșire

Biserica evanghelică fortificată din Șaeș este un ansamblu de monumente istorice aflat pe teritoriul satului Șaeș, comuna Apold.
Ansamblul este format din două monumente:
- Biserica evanghelică (cod LMI MS-II-m-A-16038.01)
- Incinta fortificată (fragmente), turn și spații de depozitare fortificate (cod LMI MS-II-m-A-16038.02)

## Localitatea
Șaeș, mai demult Șaieș, Șaeșiu, Săieș, Șais, (în dialectul săsesc Schâs, Šâs, în germană Schaas, Schees, în maghiară Segesd) este un sat în comuna Apold din județul Mureș, Transilvania, România.
Denumirea maghiară a satului, Segesd, provine din cuvântul „seg”, acesta putând fi tradus ca „în spatele colinei”. Localitatea s-a  numărat în ultimii 400 de ani printre cele mai înstărite așezări săsești din jurul Sighișoarei, proximitatea față de oraș aducându-i numeroase avantaje de-a lungul secolelor.

## Biserica
După ce biserica romanică din Șaeș s-a prăbușit în 1802, ruinele au fost complet îndepărtate, iar pe locul lor s-a ridicat o biserică sală în stil neoclasic, cu cor îngustat și turn-clopotniță în partea de vest. Noua construcție a fost terminată în 1820. Fațadele turnului și bisericii prezintă o compoziție subtilă de pilaștri și cornișe. Turnul are un acoperiș piramidal cu învelitoare din țigle glazurate colorate și coif acoperit cu tablă.
Interiorul bisericii este definit de amenajarea sa unitară, uniformă, realizată într-o singură etapă de construcție. Deosebit de frumoasă este ușa de intrare, în stil empire.
Din fortificație se mai păstrează ruine ale zidului de incintă, un mic turn de apărare și o casă fortificată care a fost construită probabil pentru depozitarea proviziilor și a servit drept casă de rugăciuni în timpul construirii noii biserici. Din păcate această clădire este în pericol de prăbușire. De asemenea și biserica prezintă degradări diverse, unele chiar structurale, ambele clădiri având nevoie de măsuri urgente de reparații.

## Imagini din exterior

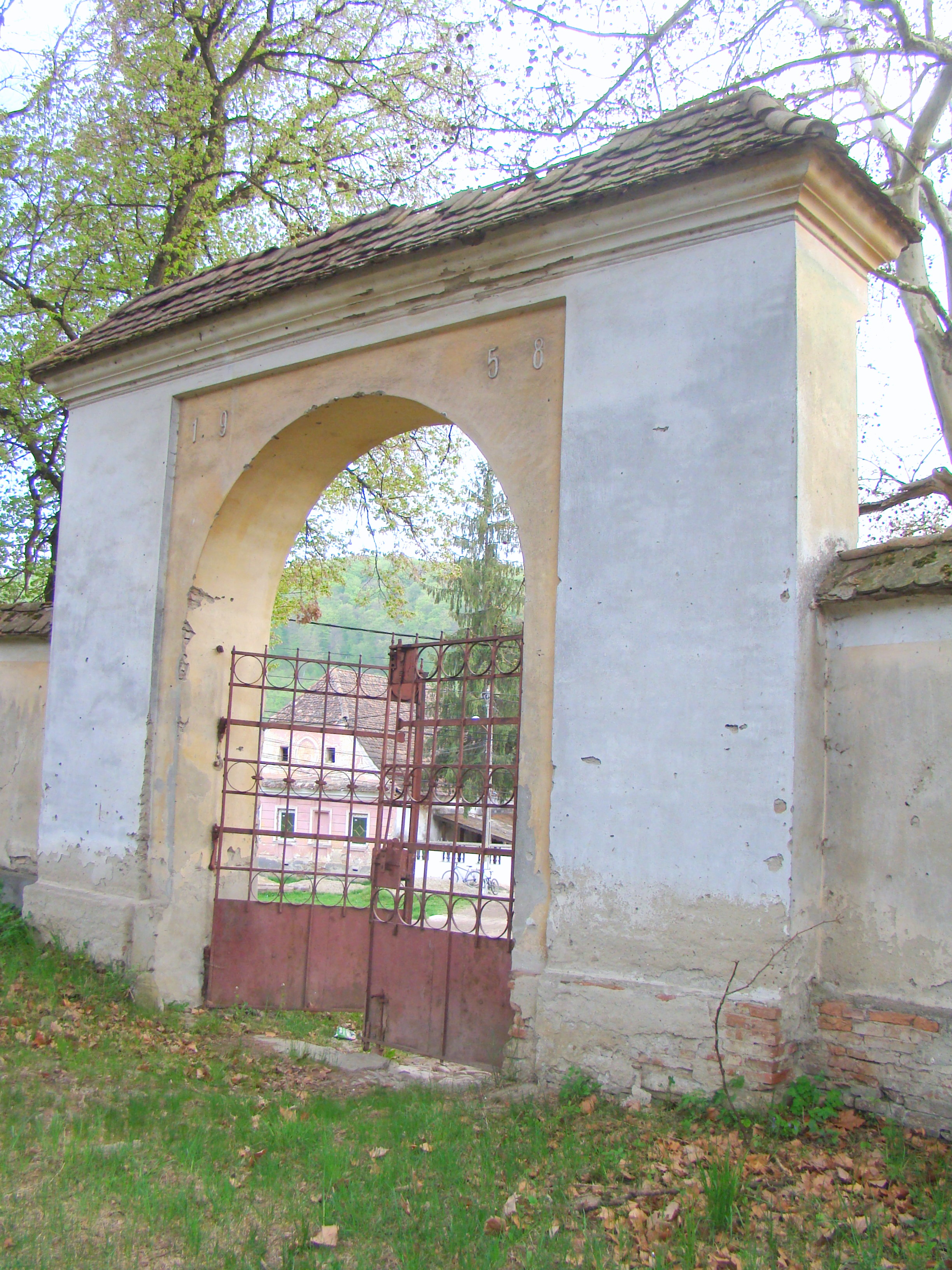
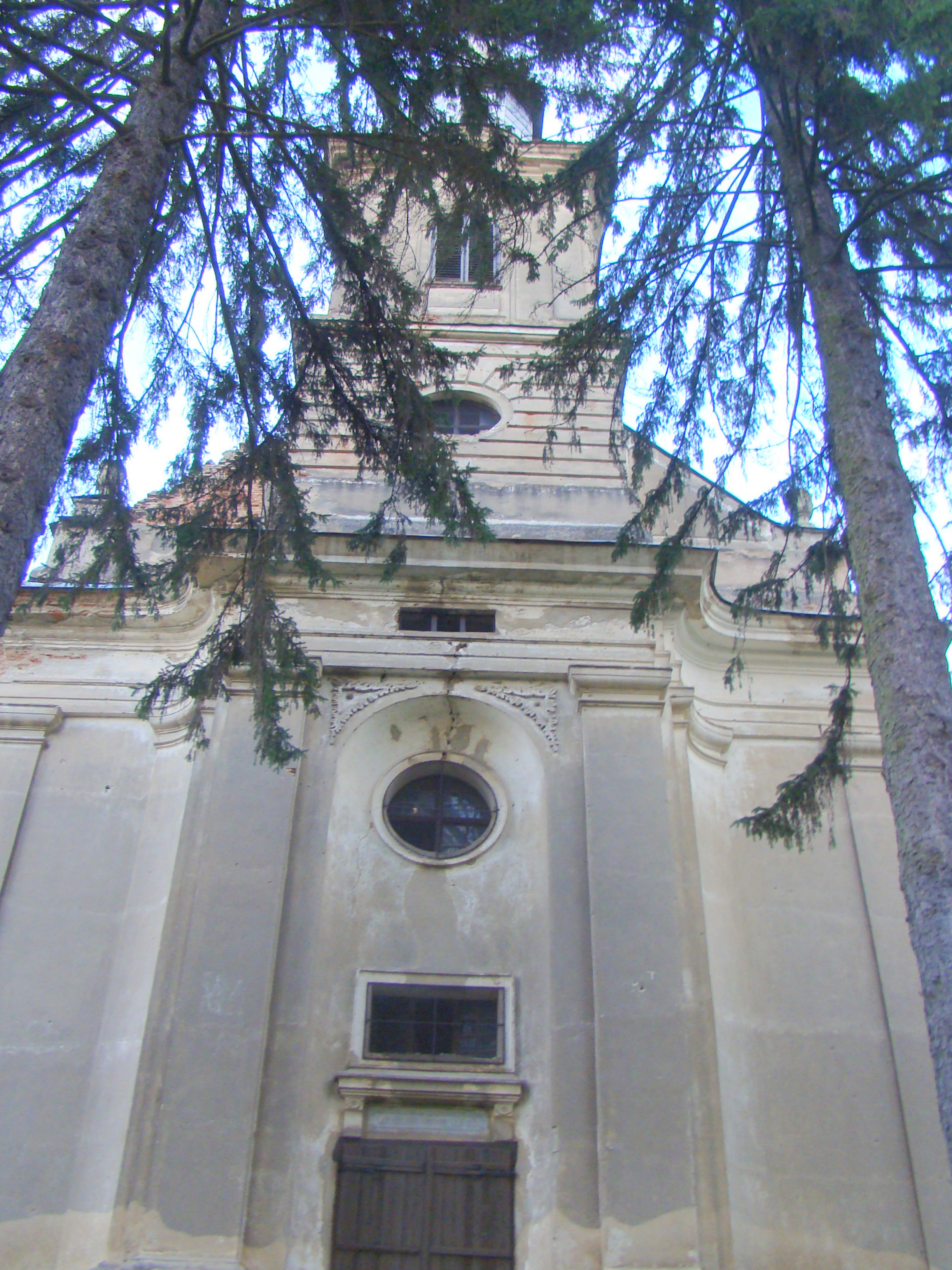
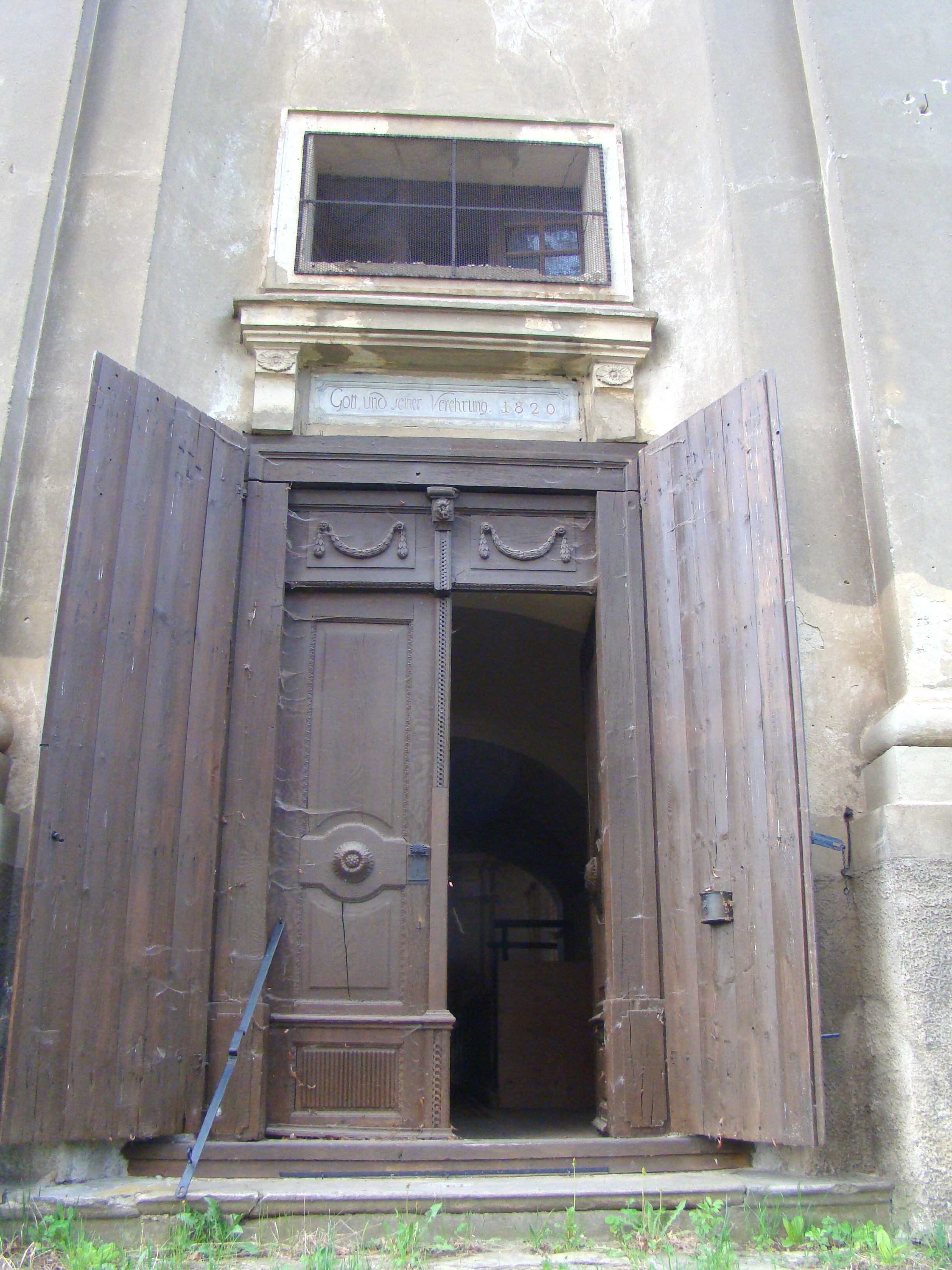
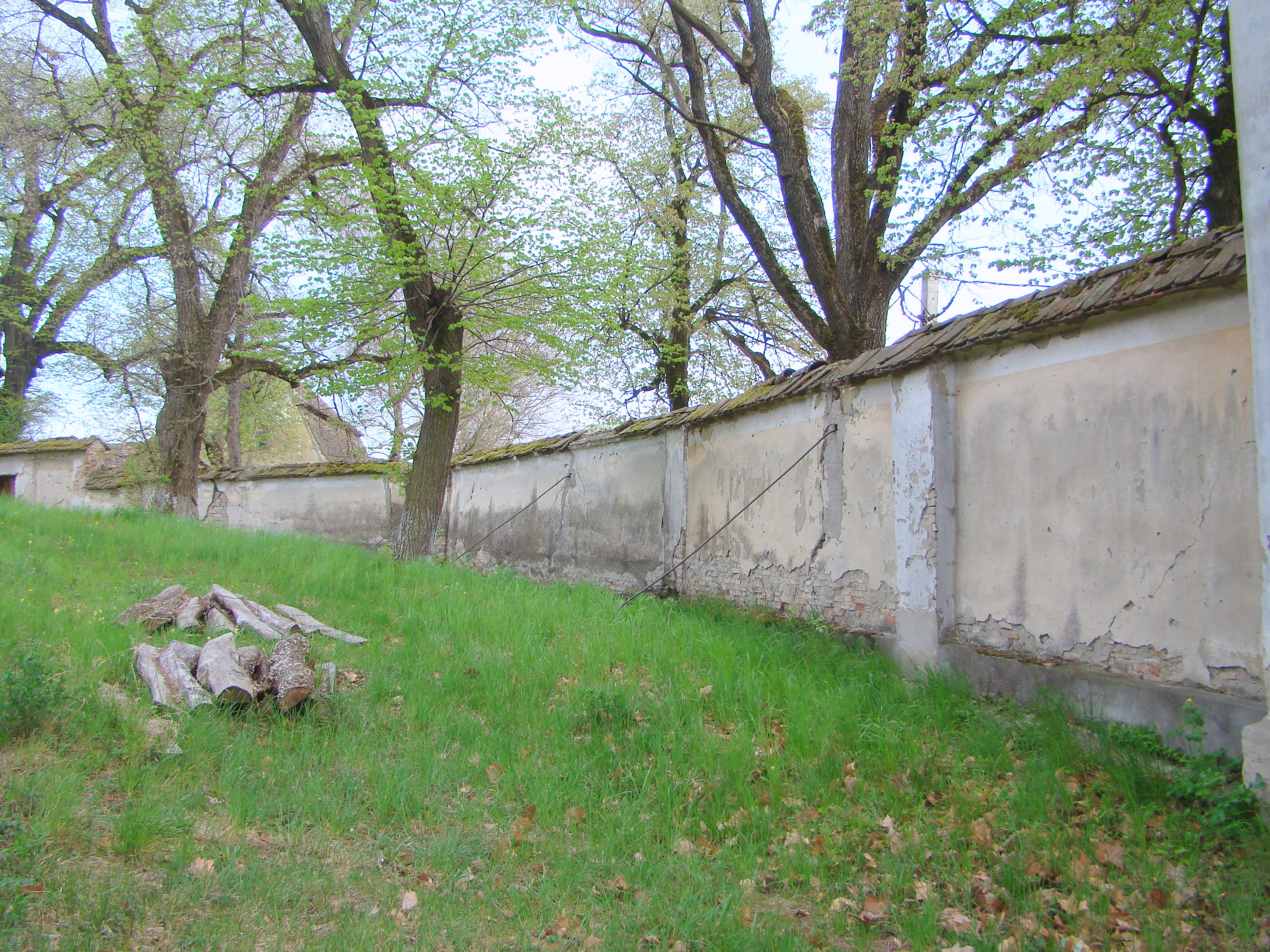
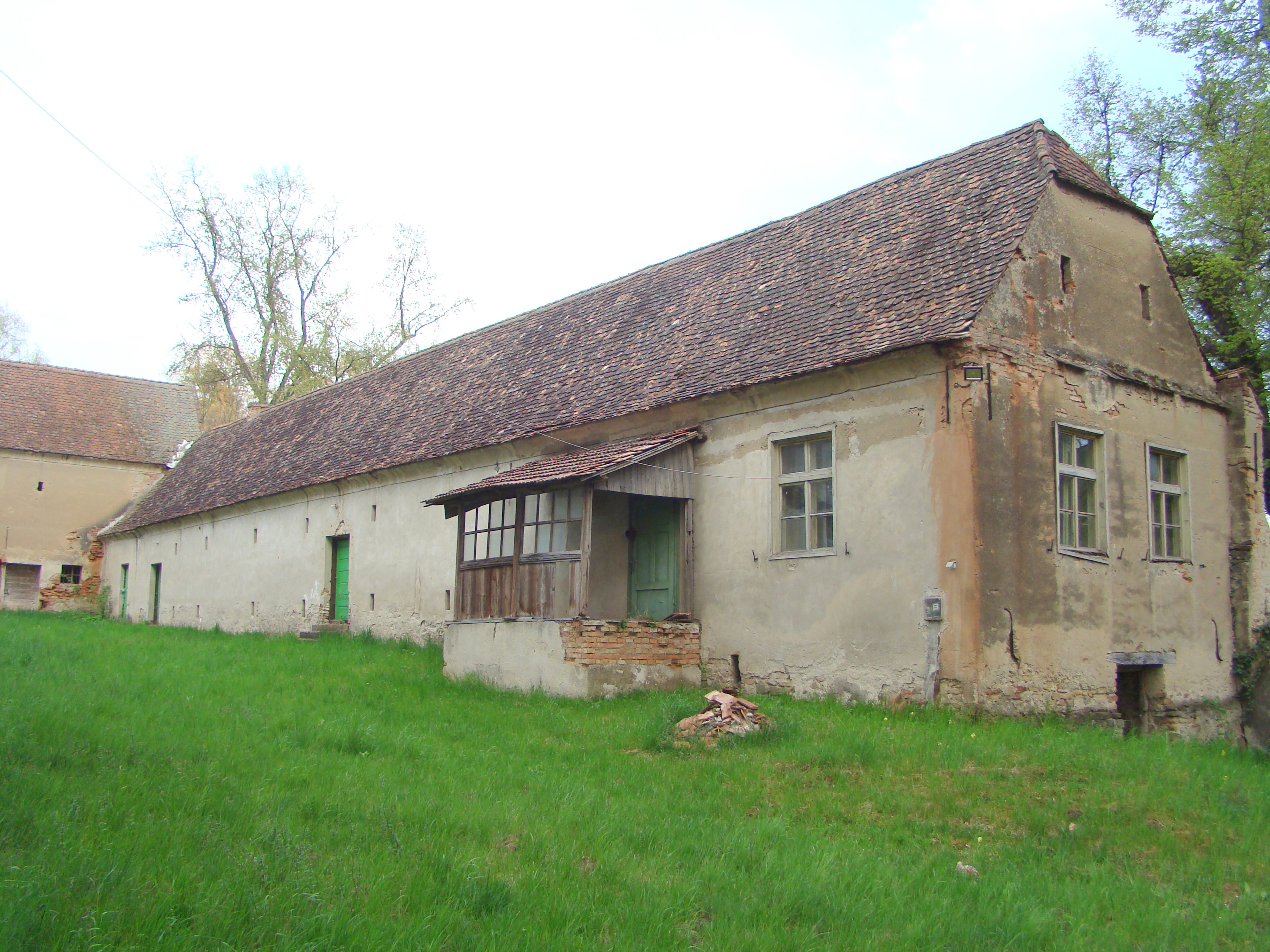
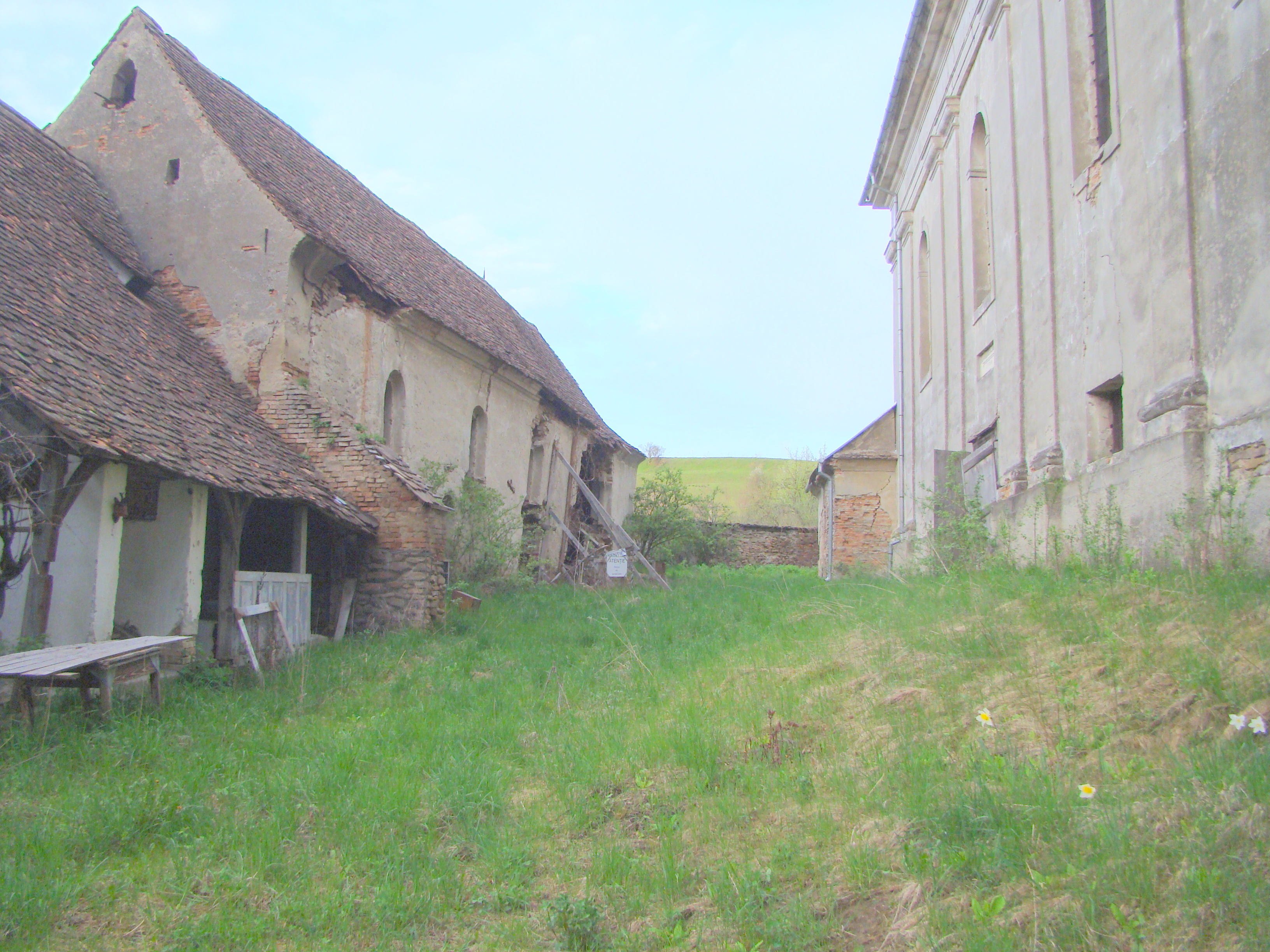
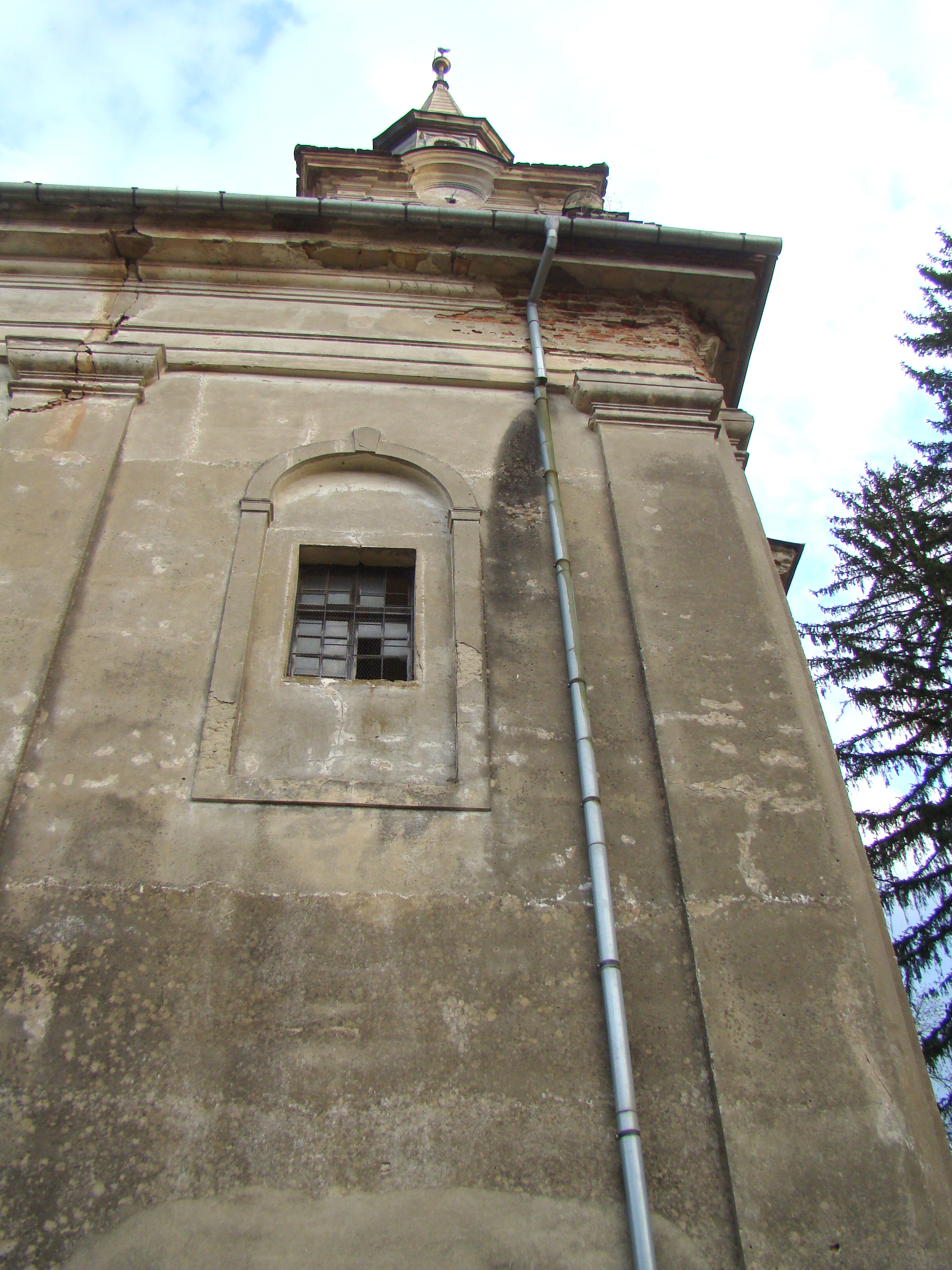
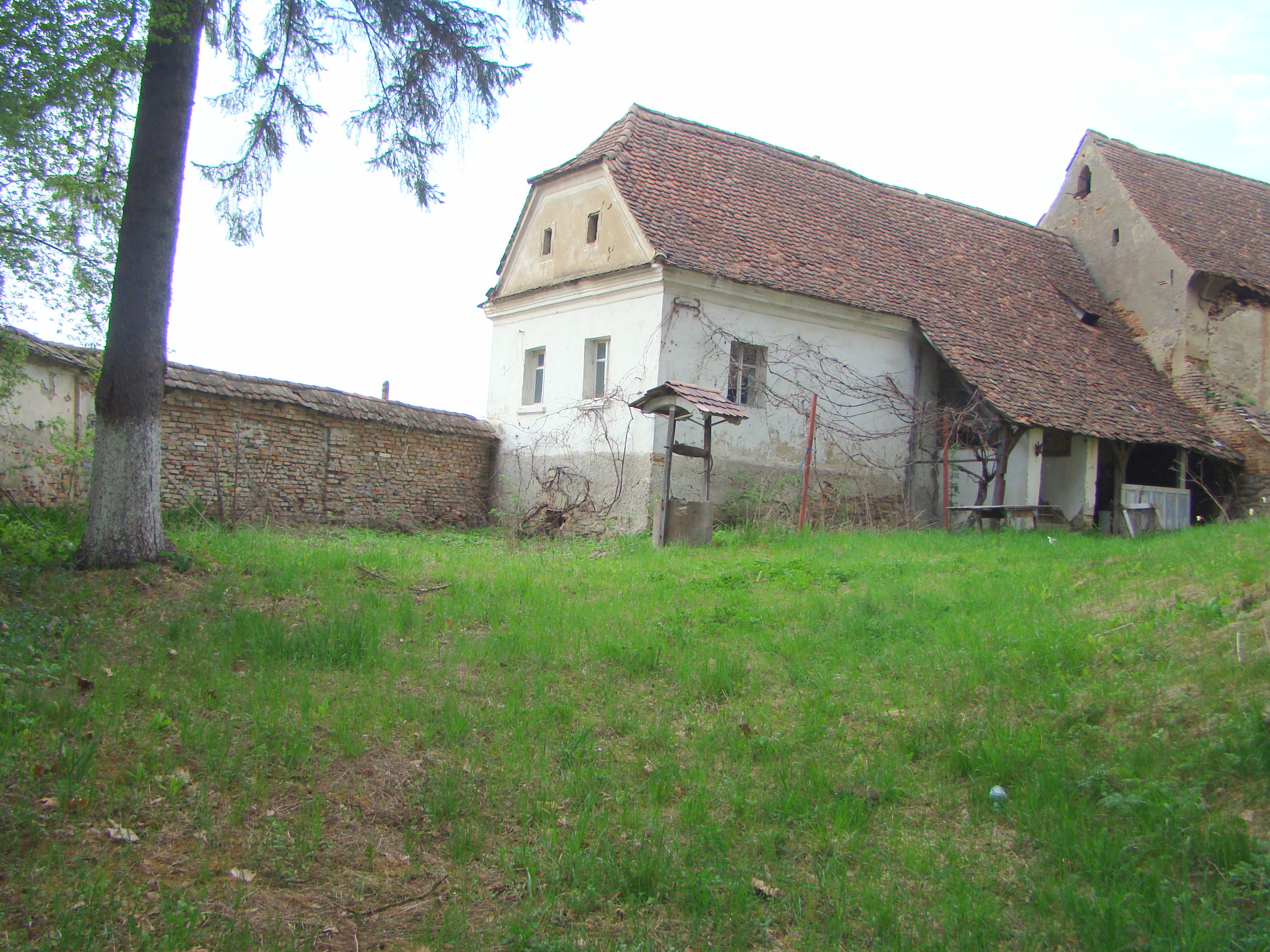
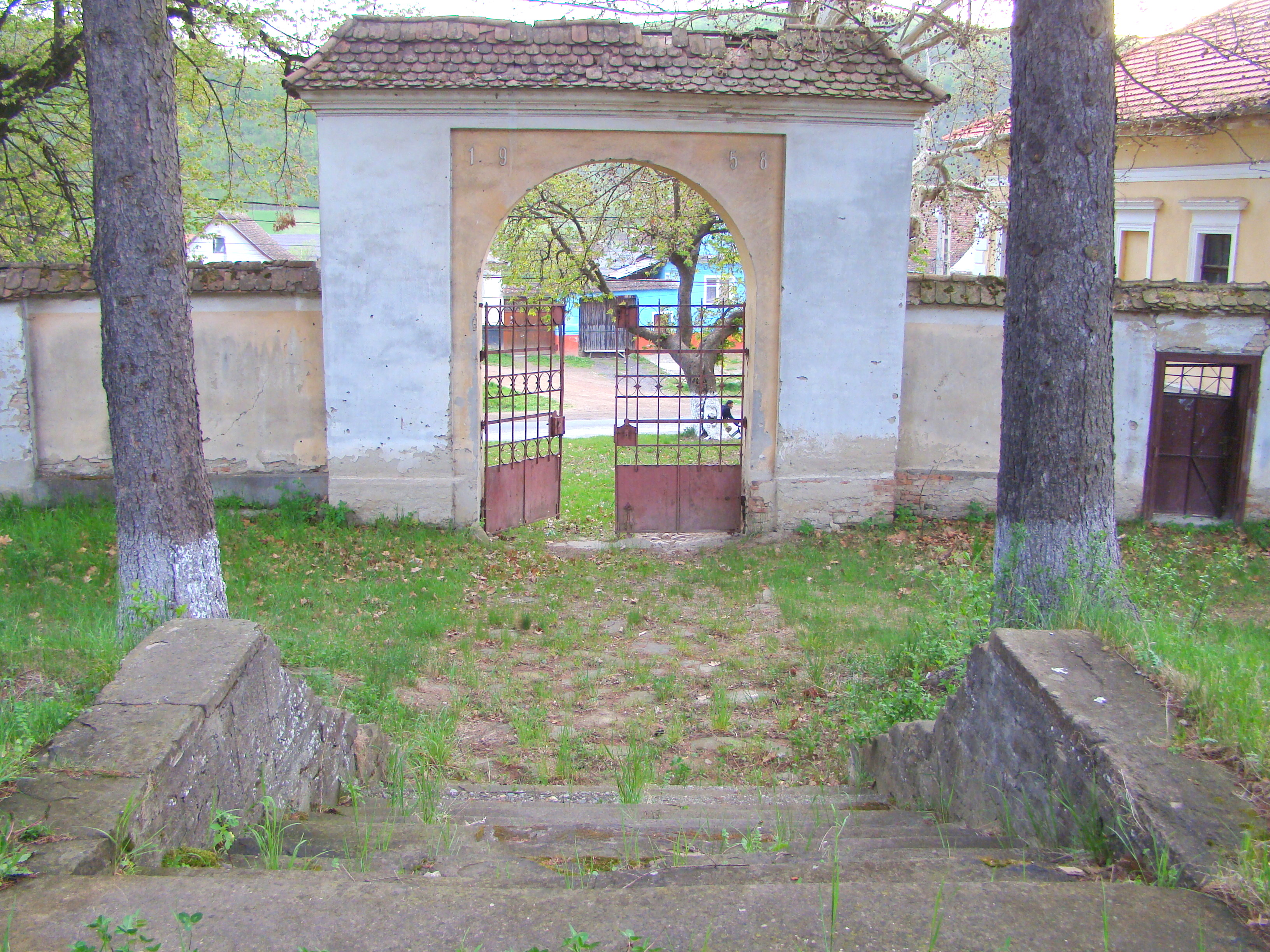
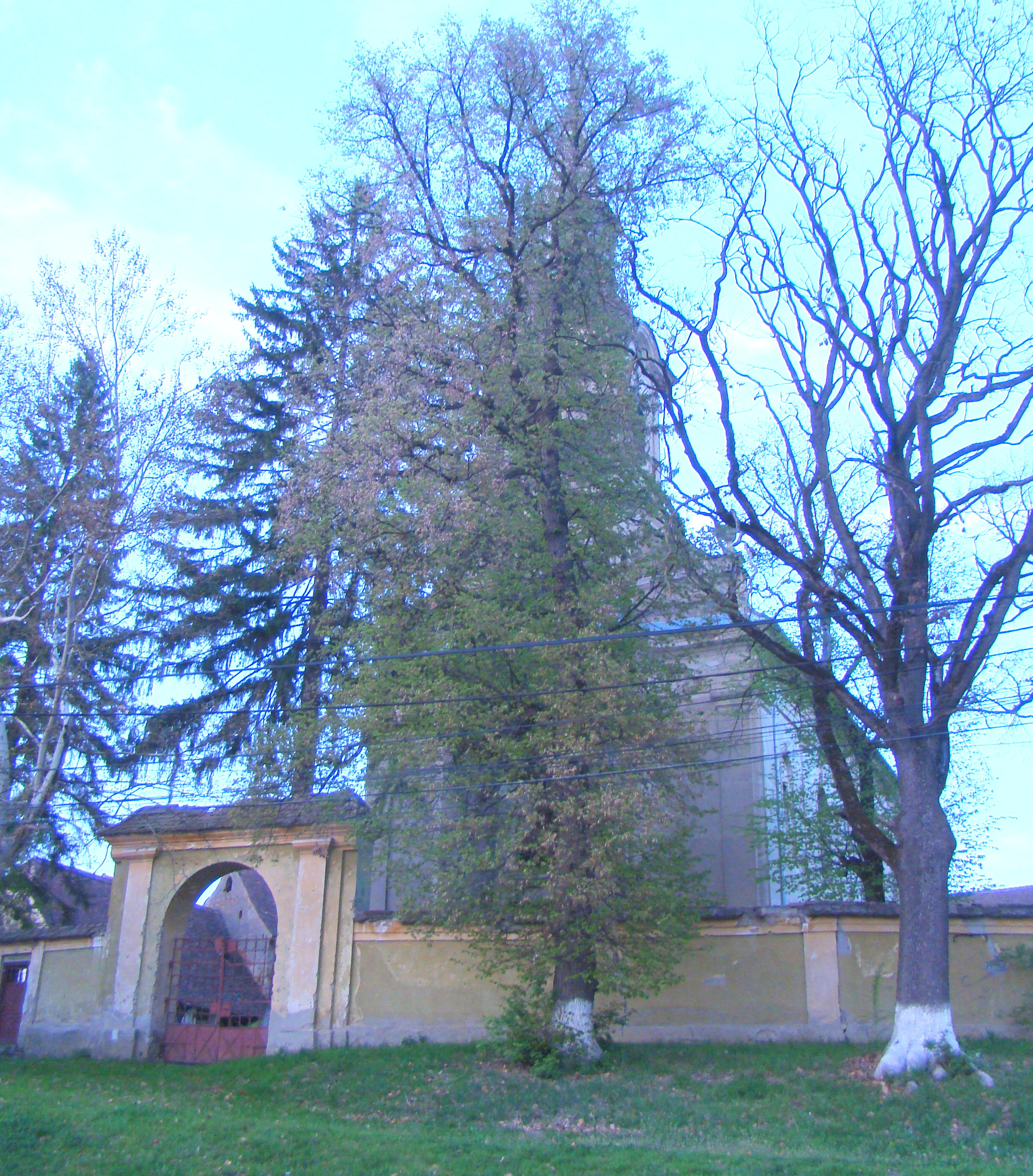

## Imagini din interior

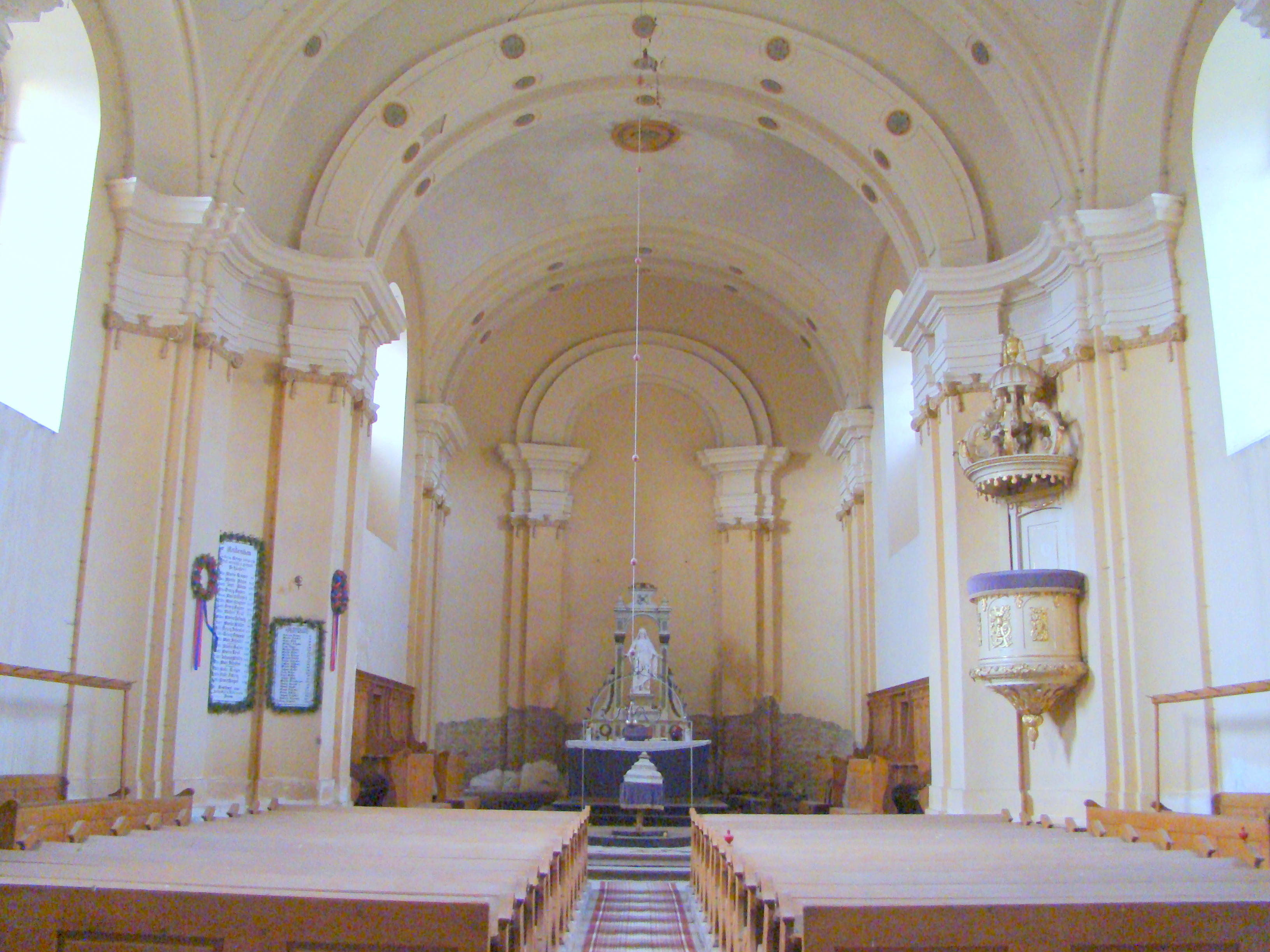
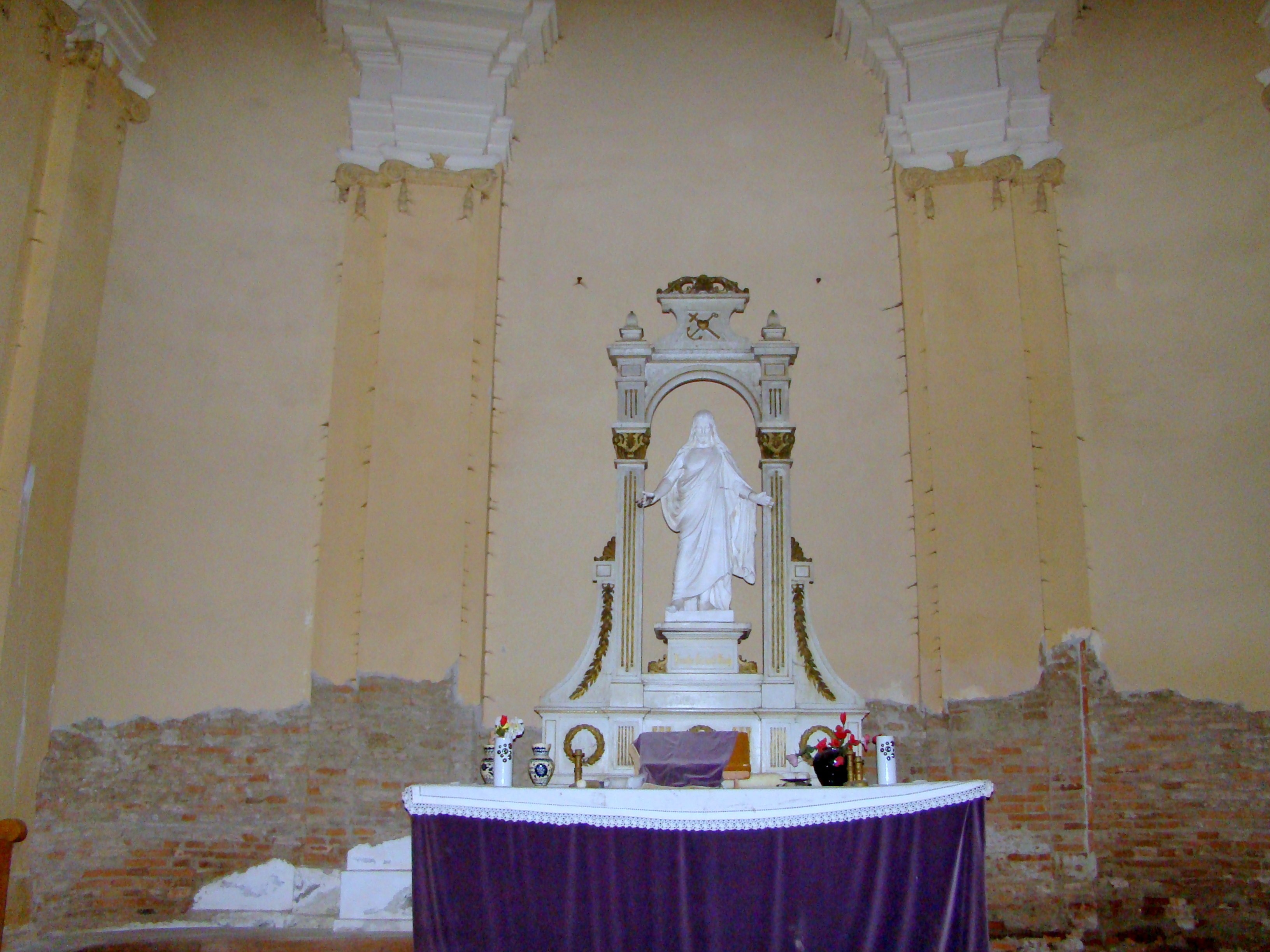
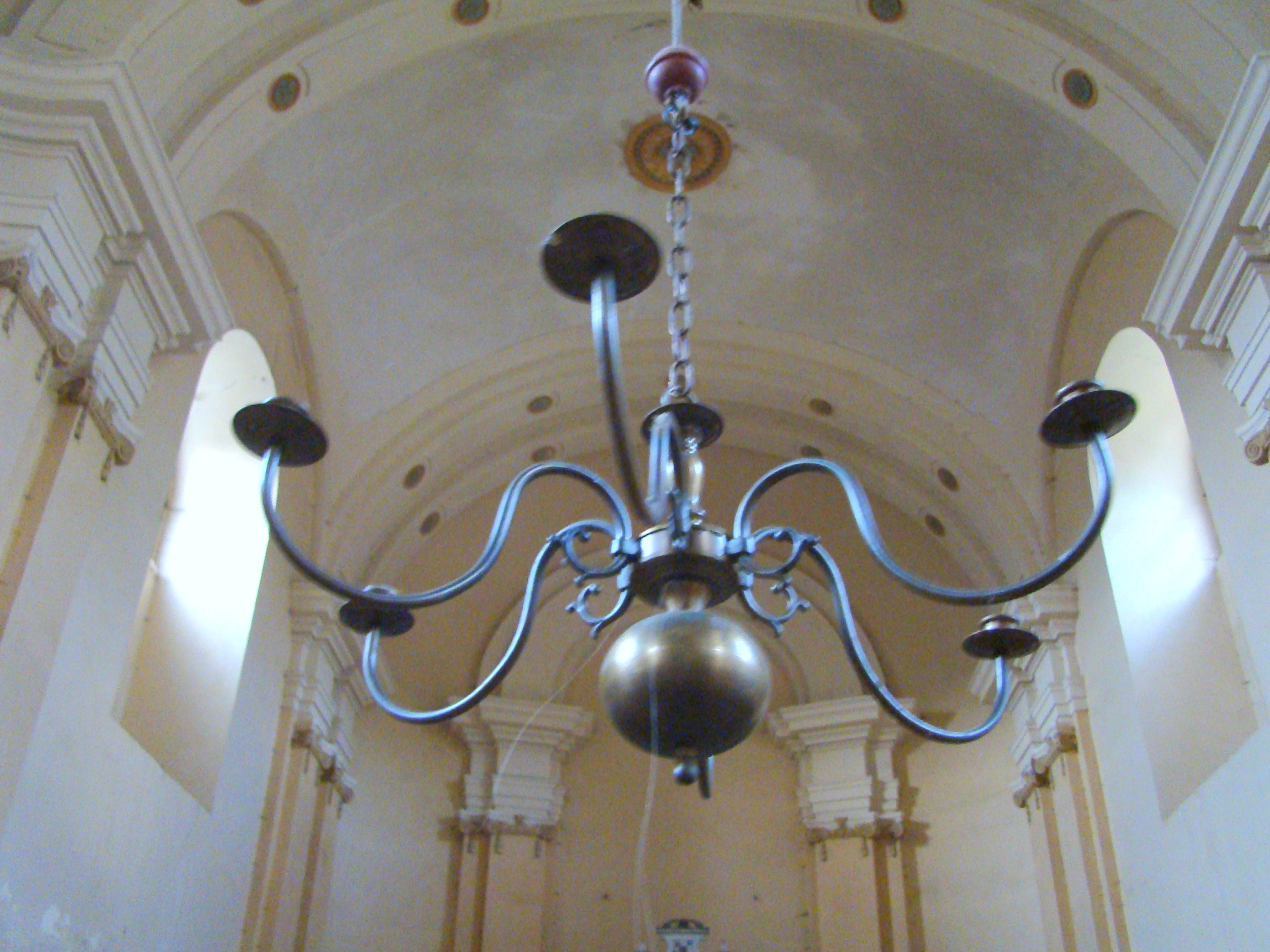
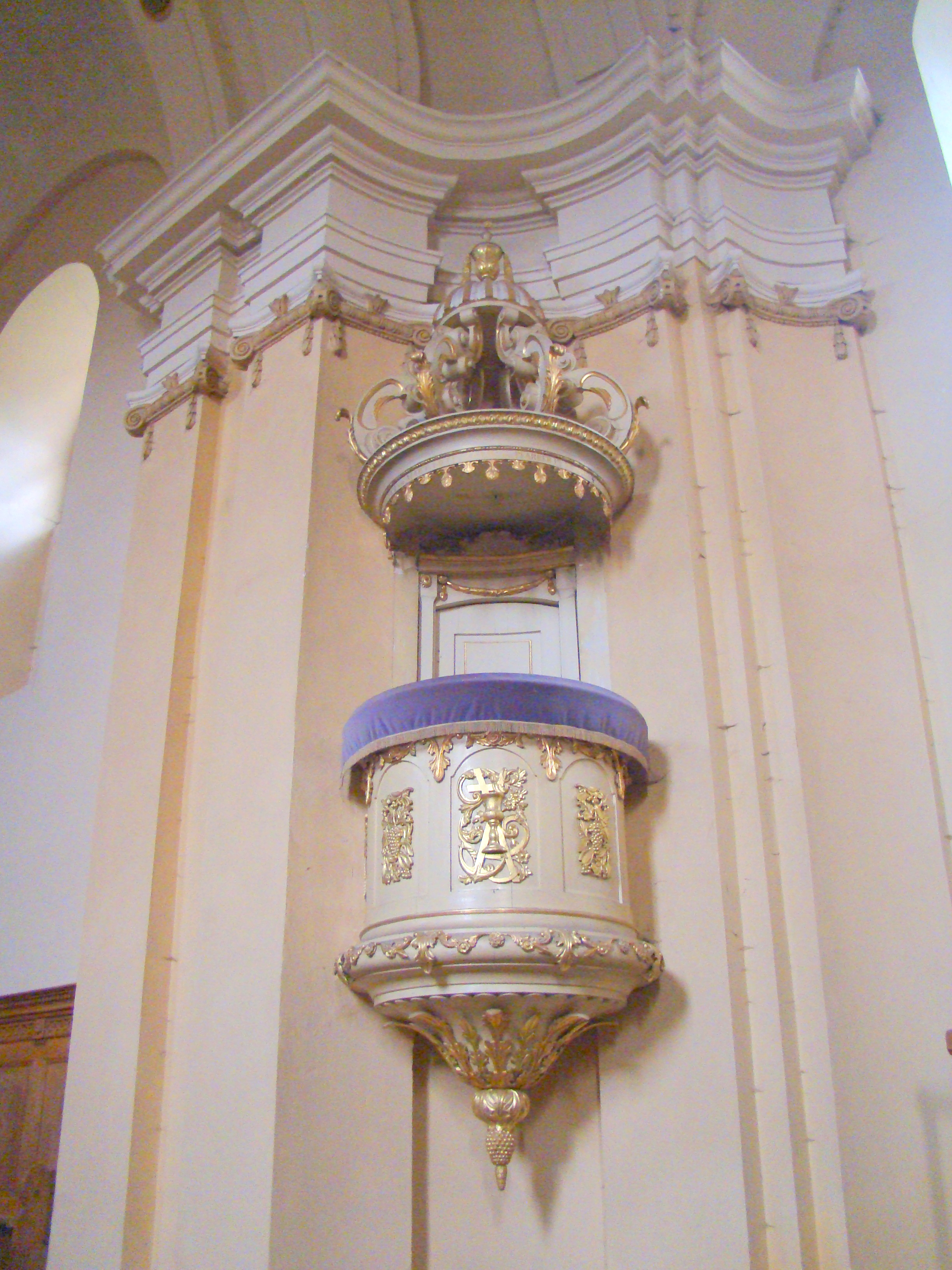
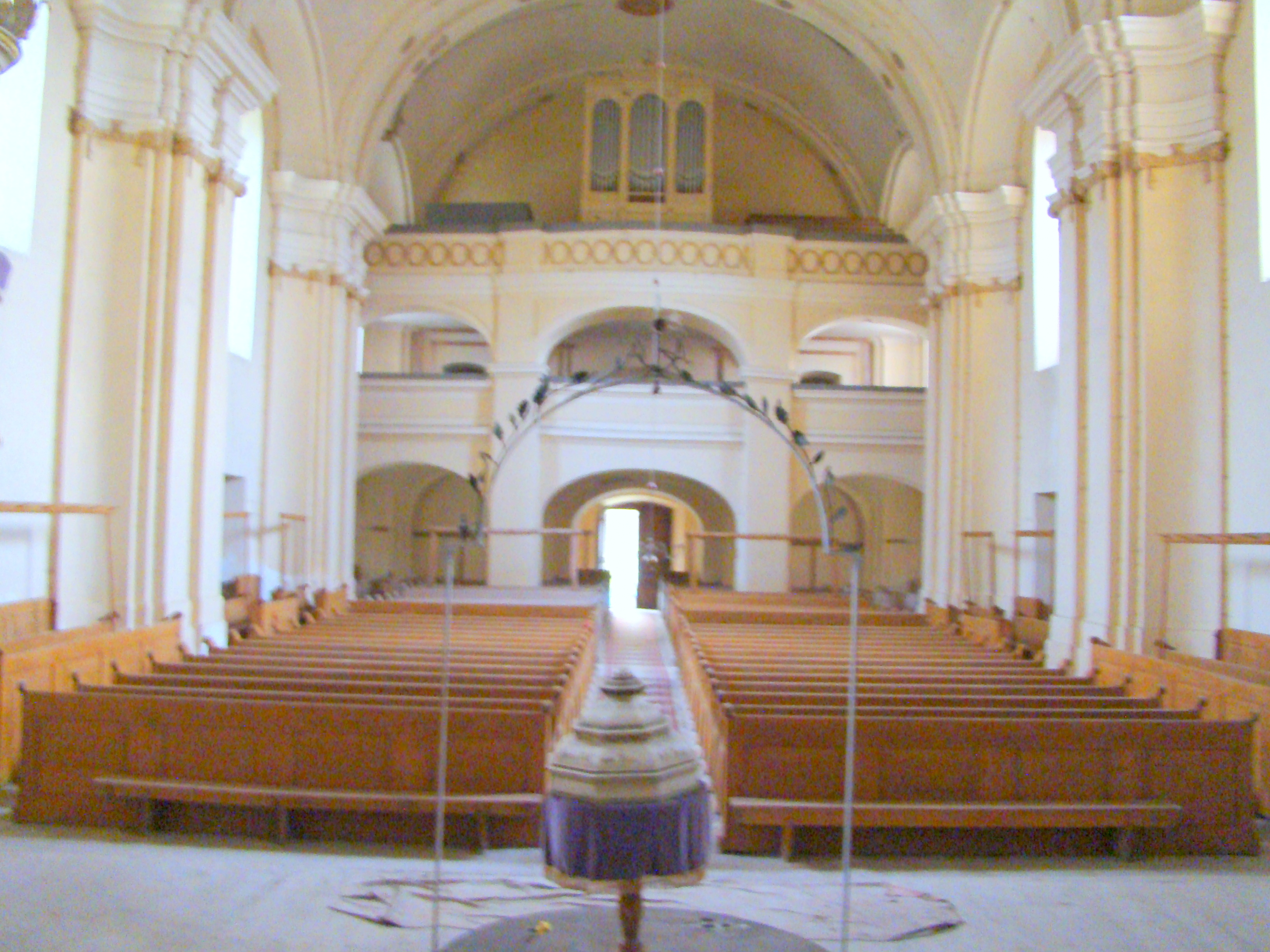
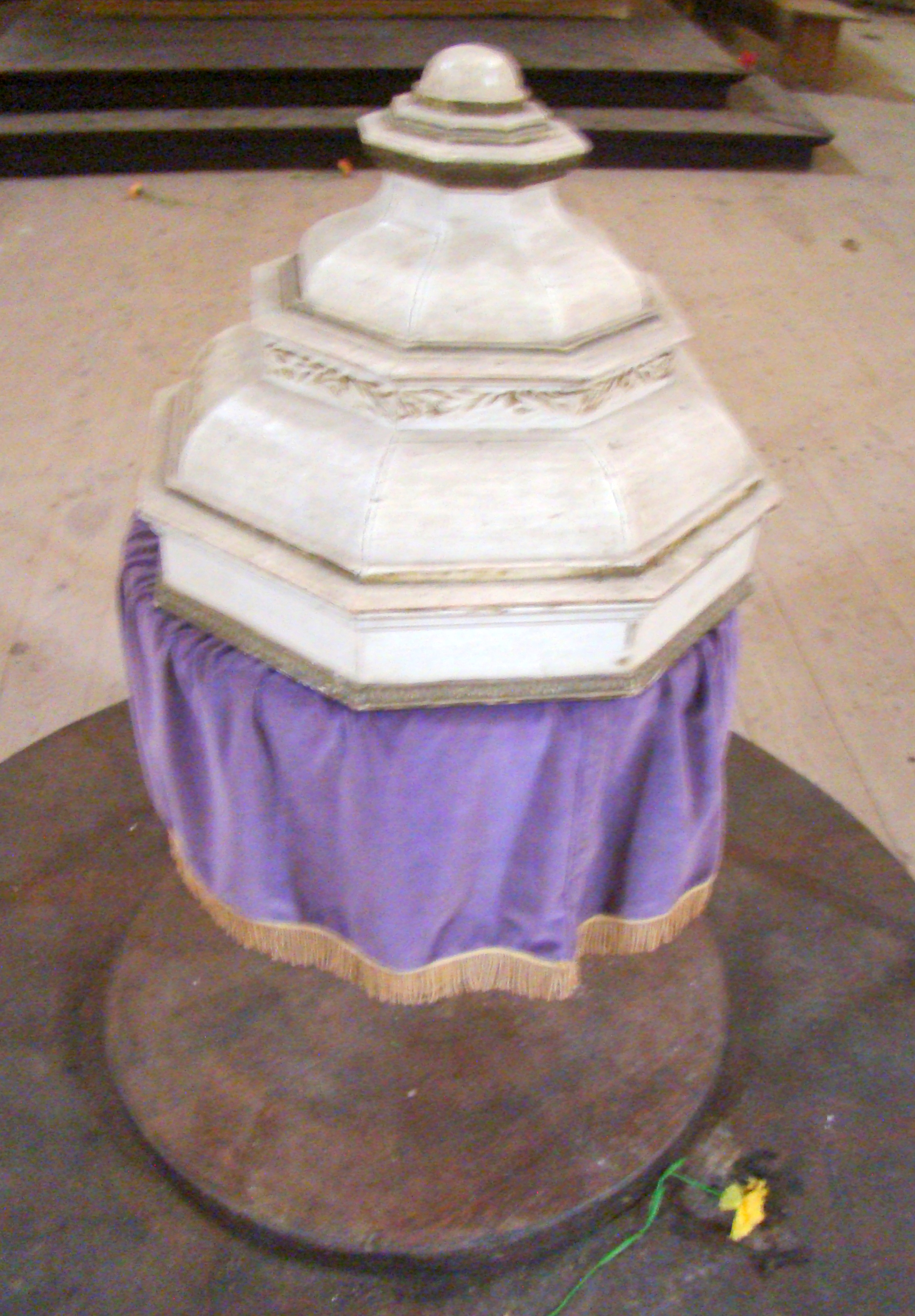
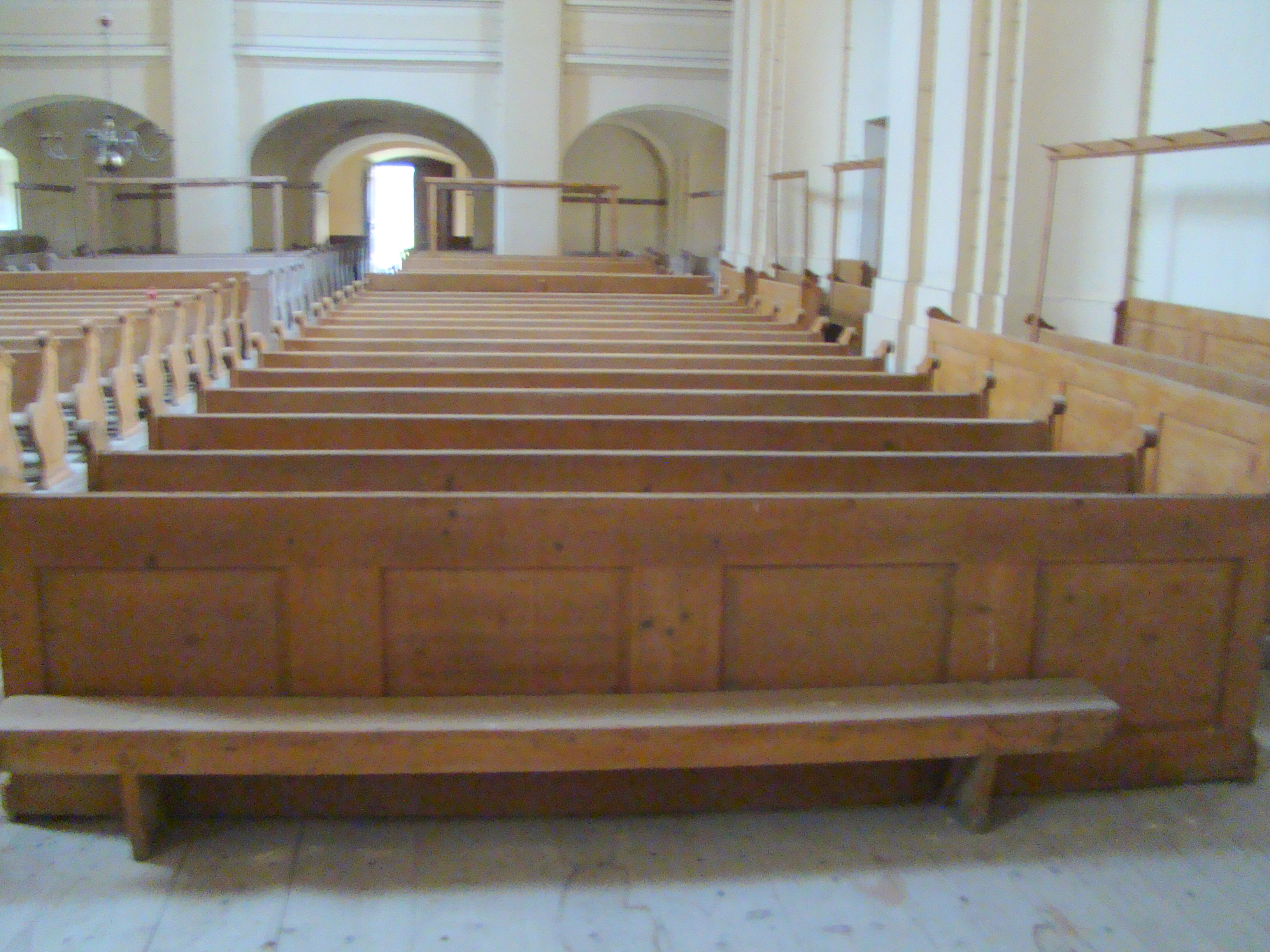
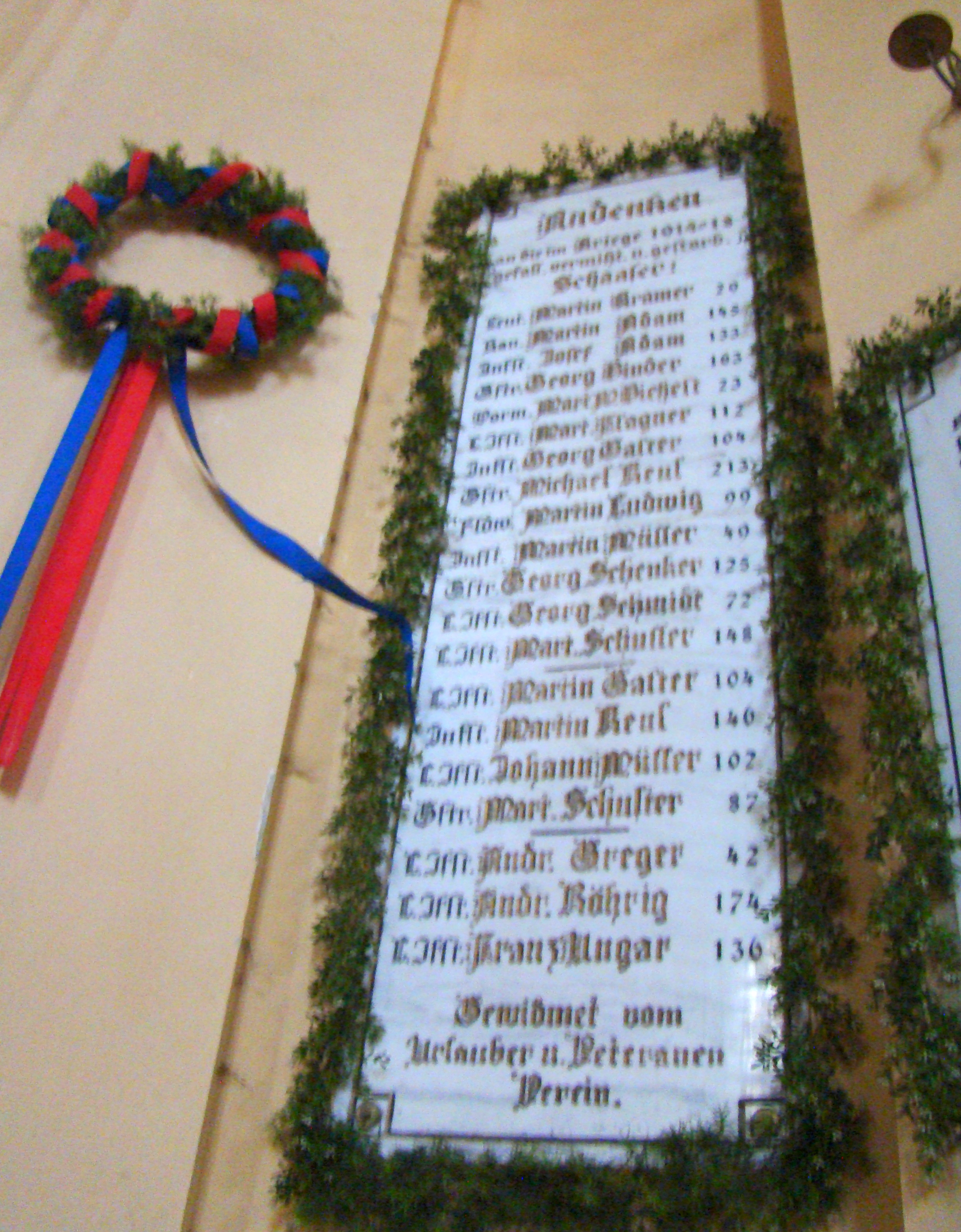
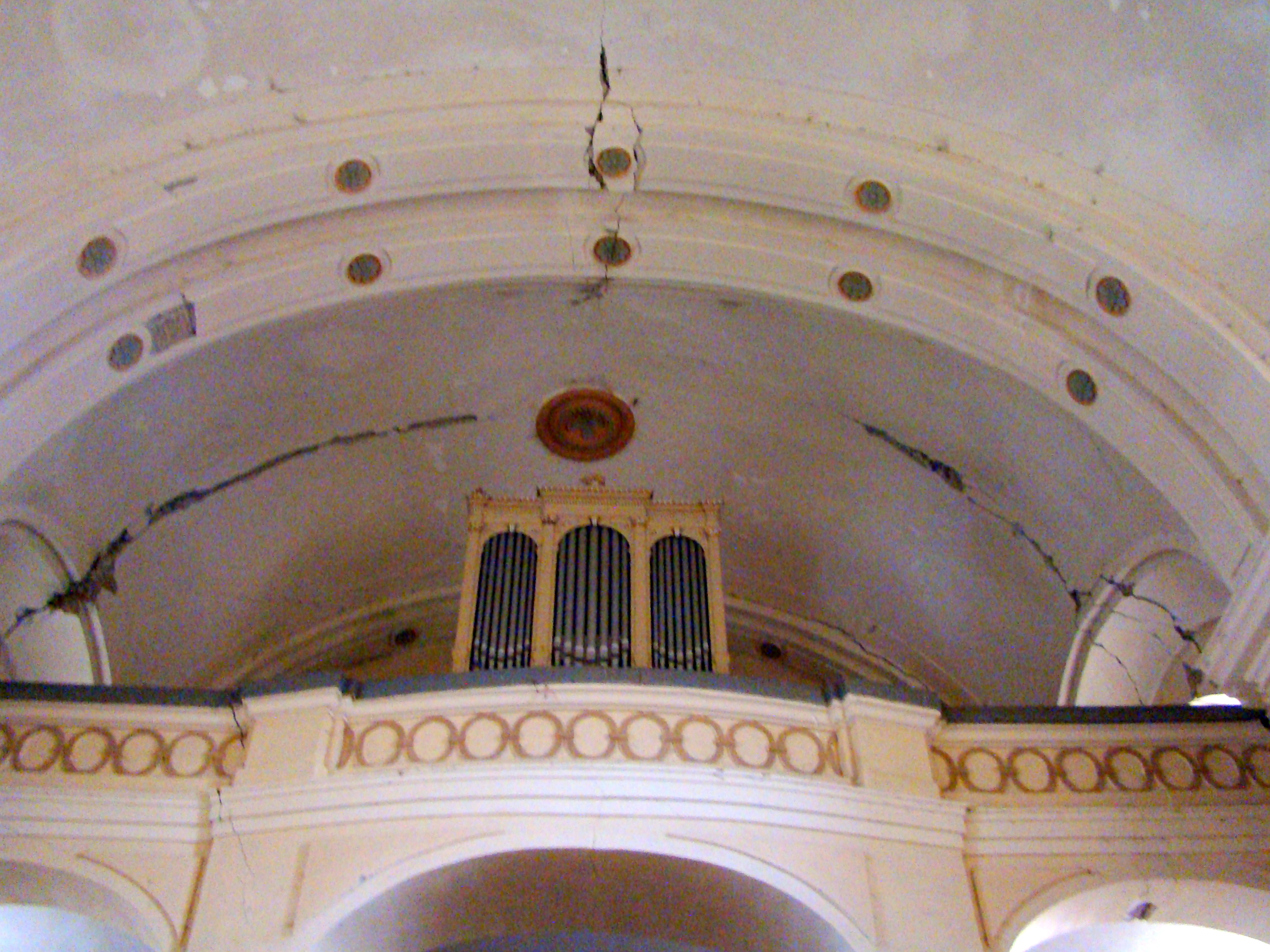
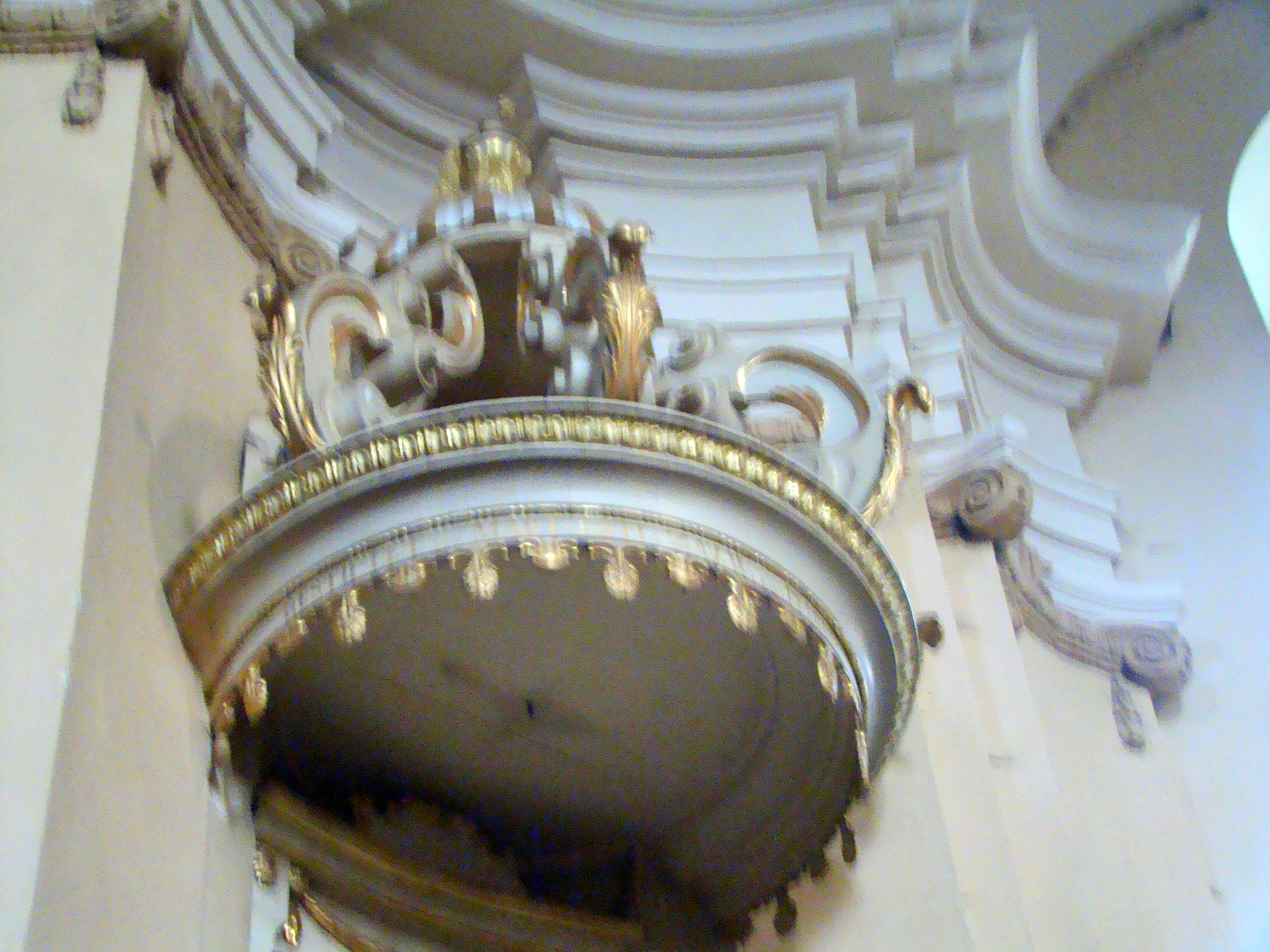
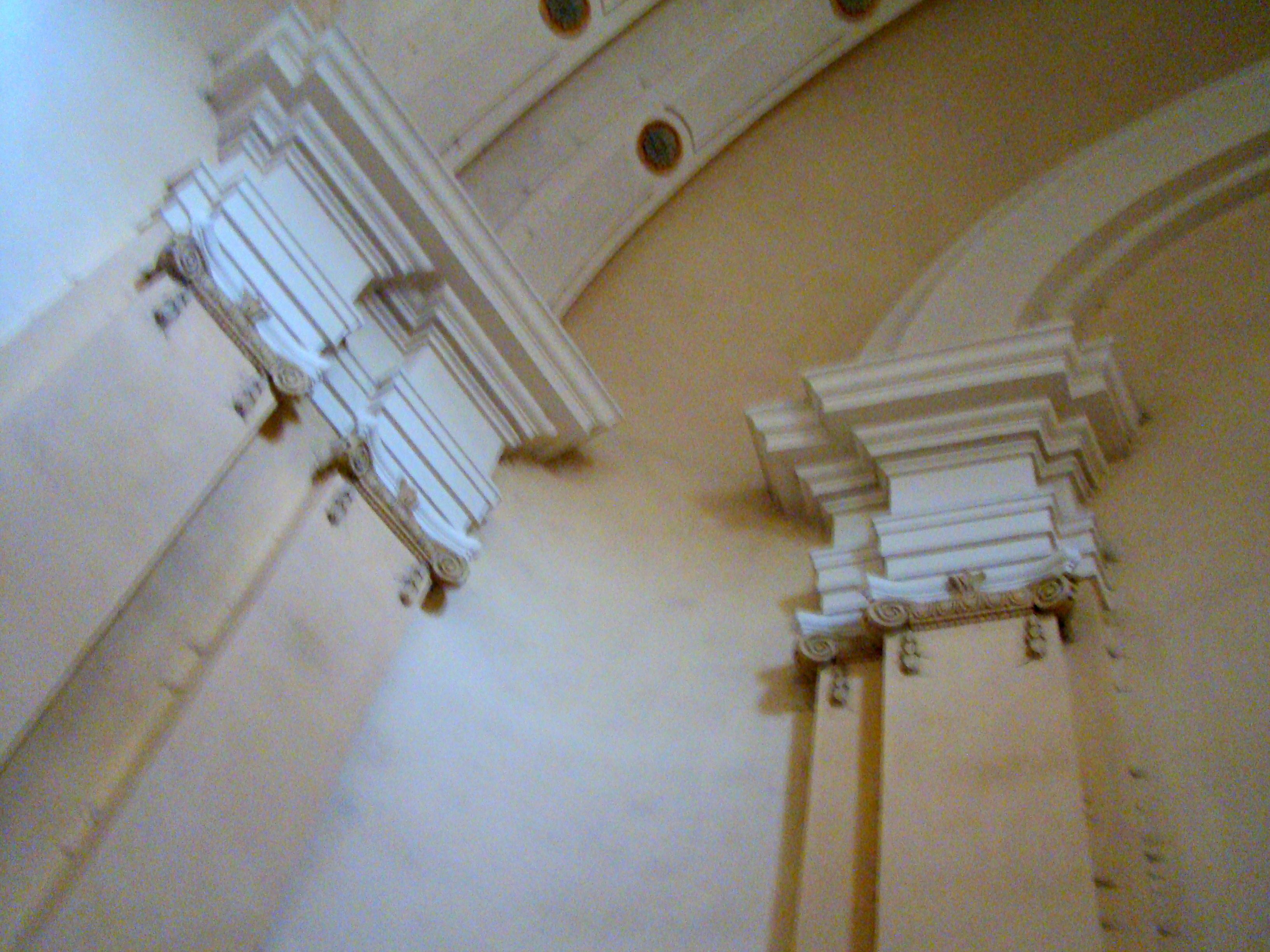
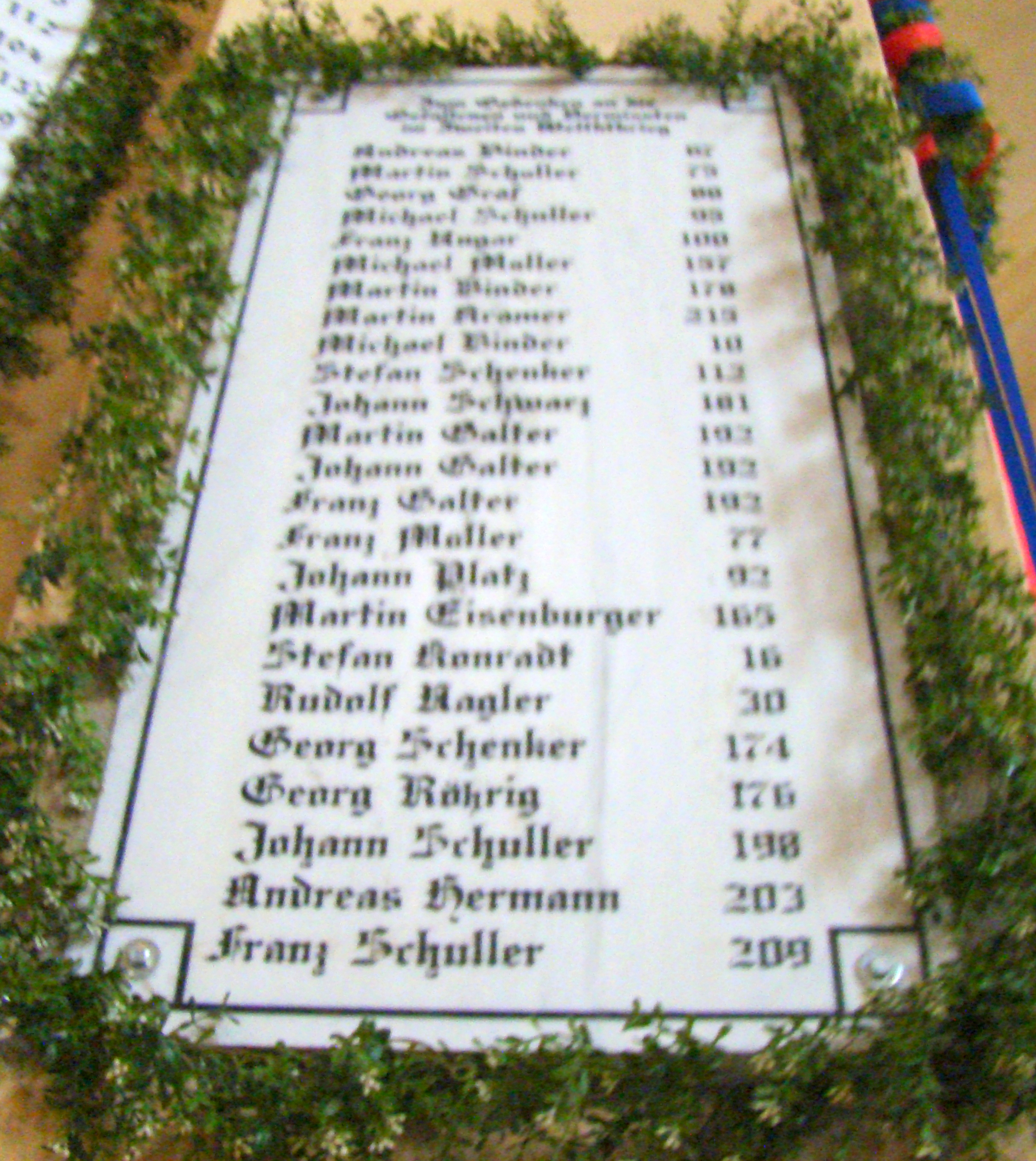
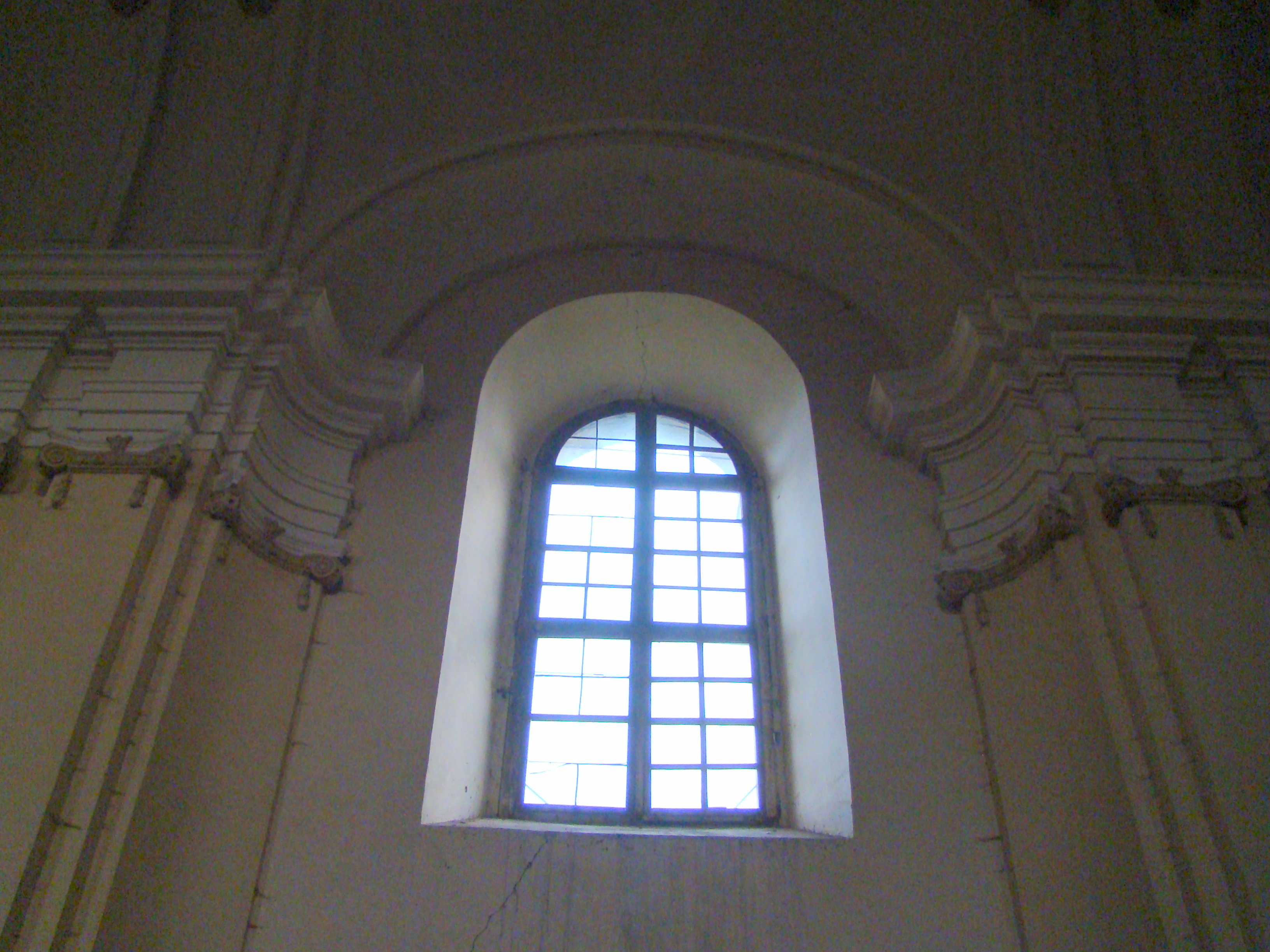
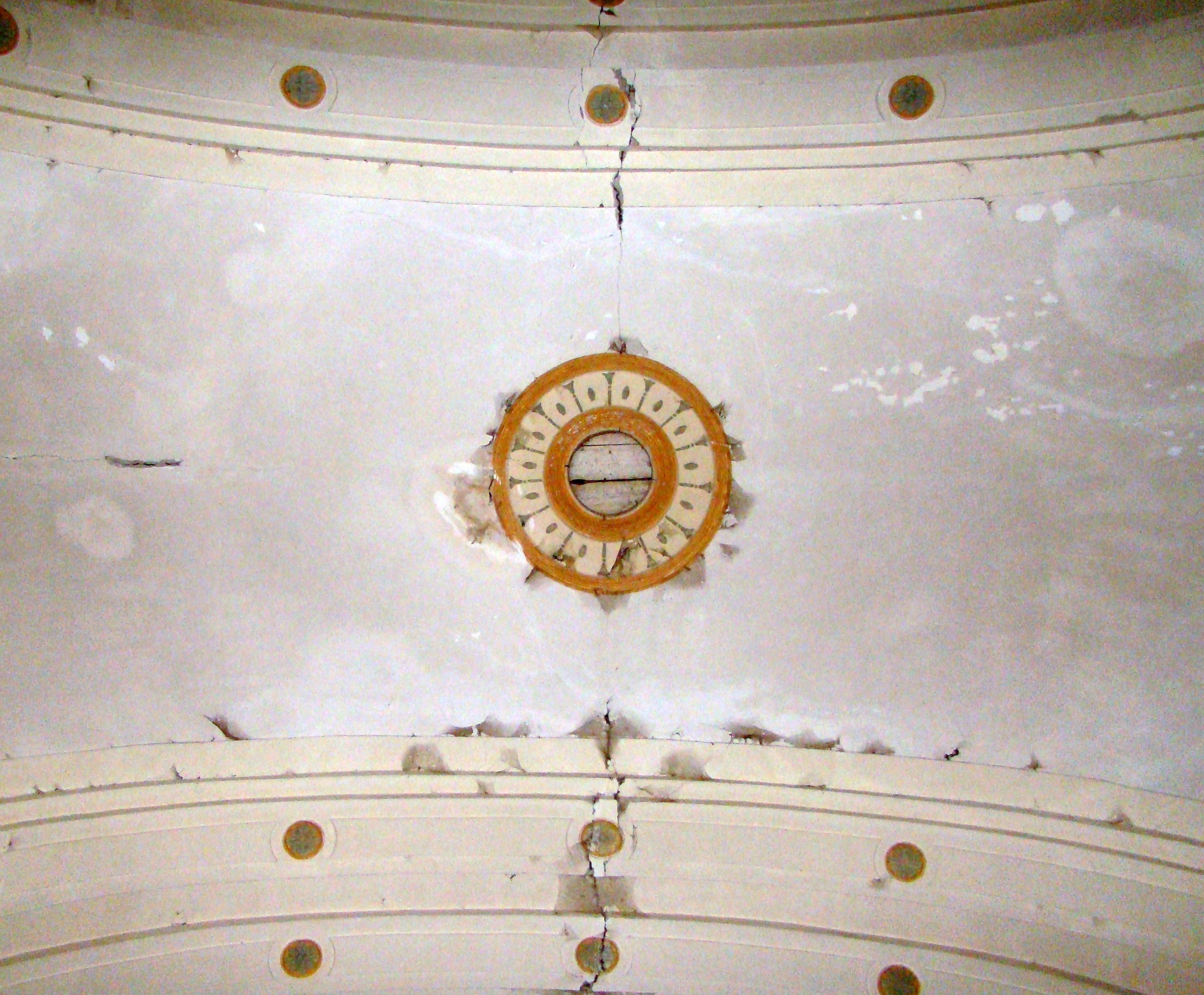
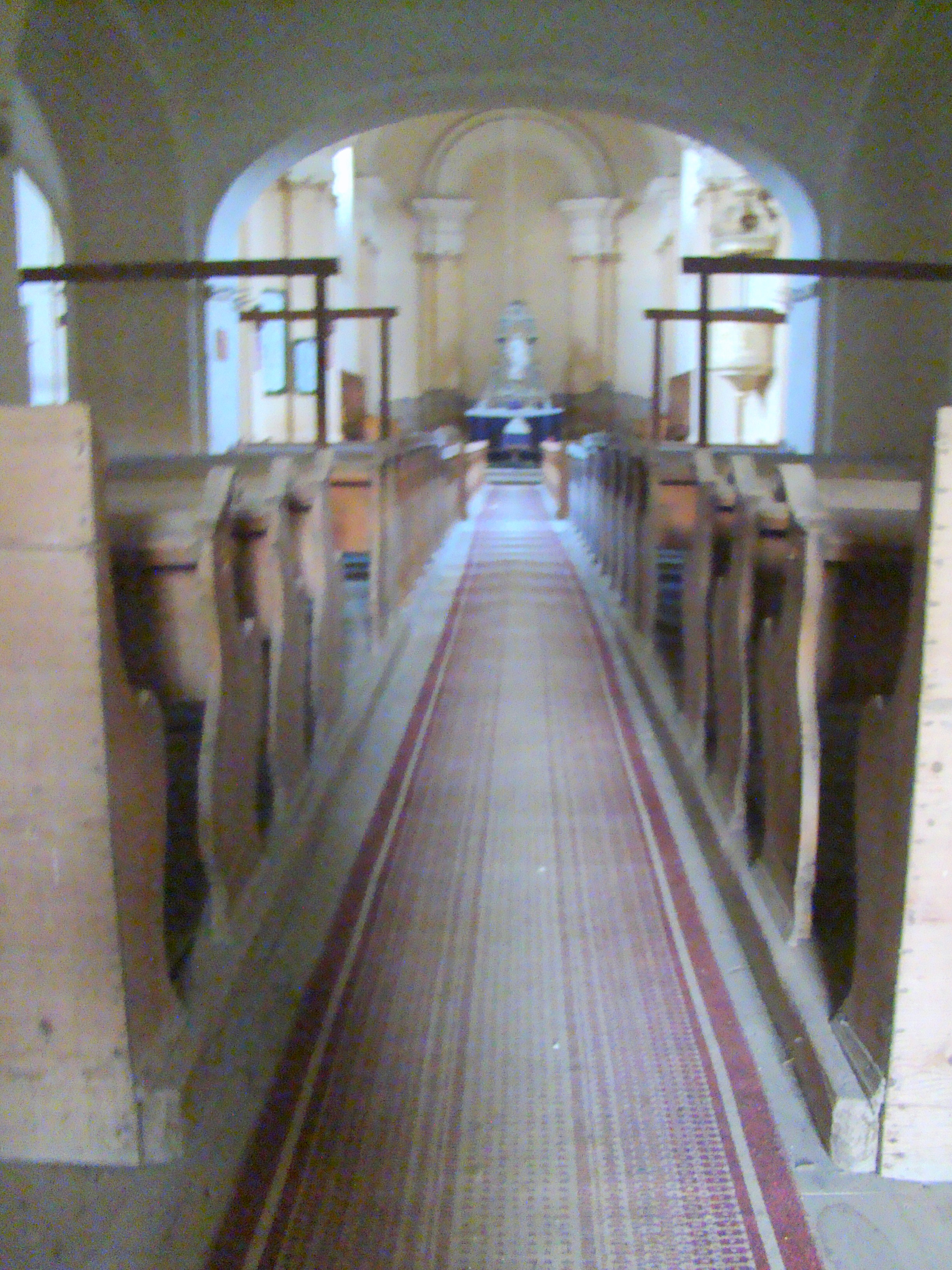

## Vezi și
- Șaeș, Mureș